# Anat Atzmon

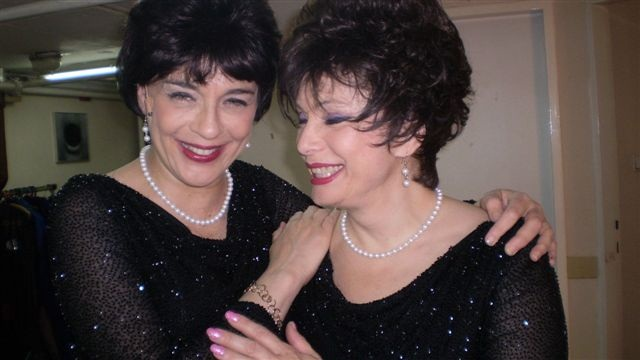
Anat Atzmon (links) und Monica Wardimon (2009)

Anat Atzmon (hebräisch ענת עצמון, * 27. November 1958 in Tel Aviv) ist eine israelische Schauspielerin und Sängerin.

## Leben und Karriere
Sie stammt aus einer Schauspielerfamilie und übernahm nach ihrem Armeedienst 1977 im Alter von 18 Jahren die Rolle der Nili in der Jugendkomödie Eis am Stiel, die sie einer breiteren Öffentlichkeit bekannt machte und ihren Durchbruch markiert.
Von 1989 bis 2003 war sie mit Dan Turgeman verheiratet, der in der 8. Folge der Eis am Stiel-Reihe den Anführer einer Motorradgang spielt. Mit ihm hat sie zwei Kinder. 
1992 erreichte sie mit dem Lied Hatikva den 2. Platz bei der israelischen Vorentscheidung zum Eurovision Song Contest. Bereits ihr zweites Musik-Album "Lila Kar VeDmut Alma" (1992) wurde ein kommerzieller Misserfolg und Atzmon fokussierte sich fortan wieder auf die Schauspielerei. 
1993 spielte sie zusammen mit Turgeman, Zachi Noy und Yiftach Katzur (der auch Regie führte) in einem Pilotfilm einer Eis am Stiel-Serie mit dem Titel "Lemonade". Diese Serie wurde niemals realisiert.

## Diskografie

### Alben
- 1989: בחלום
- 1992: לילה כר ודמות עלמה

### Singles (Auswahl)
- 1989: בחלום

## Filmografie (Auswahl)
- 1978: Eis am Stiel (Eskimo Limon)
- 1979: Drei unter'm Dach (Dizengoff 99)
- 1981: Die Beute des Geiers (Ha-Ayit)
- 1984: Gehetzte Zeugin (Edut Me'ones)
- 1986: Liebe ist ein Spiel auf Zeit (Every Time We Say Goodbye)
- 1986: Chozeh Ahavah
- 1992: Drei Wochen in Jerusalem (Lahav Hatzui)
- 1993: Lemonade (Pilotfilm einer Eis am Stiel-Serie)[2]
- 1997: Minotaur
- 1999: Frank Sinatra Is Dead
- 1999: Shiv'a Yamim Be'Elul
- 2001: City Tower (TV-Serie)